# Estranyes coincidències
Estranyes coincidències  (títol original: I ♥ Huckabees o I Heart Huckabees) és una pel·lícula estatunidenca dirigida per David O. Russell estrenada l'any 2004. El títol promocional en anglès reemplaça el verb per una imatge del cor. Ha estat doblada al català.

## Argument
Albert Markovski viu una sèrie de coincidències inquietants el sentit de les quals se li escapa. Amb l'ajuda de dos detectius existencials, Bernard i Viviane Jaffe, Albert analitza la seva vida, les seves relacions amoroses, i el seu conflicte amb Brad Estand, un jove quadre dinàmic i ambiciós a Huckabees.
Quan Brad contracta els mateixos detectius que Albert, aquests comencen a excavar la seva aparent vida perfecta i la seva relació amb la seva amigueta Dawn Campbell que treballa també a Huckabees.

## Repartiment
- Jason Schwartzman: Albert Markovski
- Isabelle Huppert: Catherine Vauban
- Dustin Hoffman: Bernard
- Lily Tomlin: Vivian
- Jude Law: Brad Estand
- Tippi Hedren: Mary Jane Hutchinson
- Mark Wahlberg: Tommy Corn
- Naomi Watts: Dawn Campbell
- Bob Gunton: M. Silver
- Talia Shire: Sra. Silver
- Angela Grillo: Angela Franco
- Ger Duany: Mr. Nimieri
- Darlene Hunt: Darlene
- Kevin Dunn: Marty
- Shania Twain: Ella mateixa
- Isla Fisher: Heather
- Jean Smart: Mrs. Hooten
- Sydney Zarp: Cricket
- Jonah Hill: Bret
- Richard Jenkins: Mr. Hooten

## Al voltant de la pel·lícula
- Britney Spears ha fet dues audicions per al paper de Dawn Campbell. Gwyneth Paltrow estava presseleccionada per encarnar el mateix paper, però va declinar per la defunció del seu pare.[3]
- Talia Shire, que encarna la mare d'Albert, no és altra que la mare de Jason Schwartzman (intèrpret d'Albert).
- Isabelle Huppert roda aquí el seu quart film americà després de La Porta del cel, Fals testimoni i Aficionada.
- Isla Fisher, que encarna la jove substituta de Naomi Watts per a la imatge de Huckabees, és australiana com Watts.
- I Heart Huckabees és el primer film de l'actor Jonah Hill. Amic de Rebecca i Jake Hoffman, fill de Dustin Hoffman, l'actor, seduït pel talent del jove, l'ajuda a passar una audició per obtenir un paper al film.
- Encara que es tracta del seu primer film junts, Lily Tomlin i Dustin Hoffman han imcomplert a Popeye, de Robert Altman[4][3]
- Al març de 2007, es difonen dos vídeos a YouTube mostrant disputes al plató entre David O. Russell i Lily Tomlin. Un dels vídeos (l'escena del despatx) on Jason Schwartzman i Dustin Hoffman estan presents, mostren que Russell comença l'escena i que Tomlin crítica l'estil de realització de O. Russell, provocant una disputa.[5]
- Un altre vídeo, una escena al cotxe (que no va ser utilitzada al muntatge final), on figuren Mark Wahlberg, Isabelle Huppert, Dustin Hoffman i Naomi Watts, Tomlin crida obscenitats a Russell i ell fa un gest insultant.[6]
- Crida també a Hoffman i Naomi Watts quan li demanen continuar l'escena. Els vídeos són àmpliament considerats com posades en escena. Tanmateix, cap dels actors i l'equip no ha confirmat o negat aquesta teoria . Quan el Miami New Times ha preguntat Tomlin sobre els vídeos en una entrevista per al seu proper espectacle al Centre Carnaval de les arts de l'espectacle, Lily Tomlin ha respost :

### Acollida crítica
Adoro Huckabees ha rebut globalment una acollida crítica favorable als països anglòfons, recol·lectant 62 % de parers favorables sobre el lloc Rotten Tomatoes, basat en 186 comentaris recaptats i una nota mitjana de 6,3⁄10 i una mitjana de 55⁄100 sobre el lloc Metacritic, basat en 40 comentaris recaptats.

## Banda-original
- Man! I Feel Like ha Woman! - Shania Twain
- String Quartet No.14 in C sharp minor, Op.131 - Ludwig van Beethoven
- Didn't Think It Would Turn Out Bad - Jon Brion
- Wouldn't Have It Any Other Way - Jon Brion
- Revolving Door - Jon Brion
- Over Our Heads - Jon Brion
- Strangest Times - Jon Brion
- JB's Blues - Jon Brion
- I Get What It's About - Jon Brion
- You Learn True to Yourself - Jon Brion
- Ska - Jon Brion
- Monday - Jon Brion
- You Can't Take It with You - Jon Brion